# Laubrières
Laubrières est une commune française, située dans le département de la Mayenne en région Pays de la Loire, peuplée de 322 habitants (les Laubertins).
La commune fait partie de la province historique de l'Anjou (Haut-Anjou).

## Géographie
La commune est au nord-ouest de la Mayenne angevine. Son bourg est à 13 km à l'est de La Guerche-de-Bretagne, à 14 km à l'ouest de Cossé-le-Vivien, à 14 km au sud d'Argentré-du-Plessis, à 15 km au nord-ouest de Craon et à 29 km au sud-ouest de Laval.

### Communes limitrophes
| Cuillé            | Saint-Poix | Saint-Poix, Méral |
| Gastines          | Laubrières | Méral             |
| Gastines, Ballots | Ballots    | Méral, Ballots    |

### Climat
Pour des articles plus généraux, voir Climat des Pays de la Loire et Climat de la Mayenne.
En 2010, le climat de la commune est de type climat océanique altéré, selon une étude du CNRS s'appuyant sur une série de données couvrant la période 1971-2000. En 2020, Météo-France publie une typologie des climats de la France métropolitaine dans laquelle la commune est exposée à un climat océanique et est dans la région climatique  Bretagne orientale et méridionale, Pays nantais, Vendée, caractérisée par une faible pluviométrie en été et une bonne insolation. 
Pour la période 1971-2000, la température annuelle moyenne est de 11,4 °C, avec une amplitude thermique annuelle de 13,4 °C. Le cumul annuel moyen de précipitations est de 759 mm, avec 13 jours de précipitations en janvier et 7,2 jours en juillet. Pour la période 1991-2020, la température moyenne annuelle observée sur la station météorologique de Météo-France la plus proche, sur la commune de Ballots à 6 km à vol d'oiseau, est de 11,8 °C et le cumul annuel moyen de précipitations est de 782,1 mm,. Pour l'avenir, les paramètres climatiques de la commune estimés pour 2050 selon différents scénarios d'émission de gaz à effet de serre sont consultables sur un site dédié publié par Météo-France en novembre 2022.

## Urbanisme

### Typologie
Au 1er janvier 2024, Laubrières est catégorisée commune rurale à habitat dispersé, selon la nouvelle grille communale de densité à sept niveaux définie par l'Insee en 2022.
Elle est située hors unité urbaine et hors attraction des villes,.

### Occupation des sols
L'occupation des sols de la commune, telle qu'elle ressort de la base de données européenne d’occupation biophysique des sols Corine Land Cover (CLC), est marquée par l'importance des territoires agricoles (97 % en 2018), en diminution par rapport à 1990 (100 %). La répartition détaillée en 2018 est la suivante : 
prairies (38,1 %), terres arables (35 %), zones agricoles hétérogènes (23,9 %), zones urbanisées (3 %). L'évolution de l’occupation des sols de la commune et de ses infrastructures peut être observée sur les différentes représentations cartographiques du territoire : la carte de Cassini (XVIIIe siècle), la carte d'état-major (1820-1866) et les cartes ou photos aériennes de l'IGN pour la période actuelle (1950 à aujourd'hui).

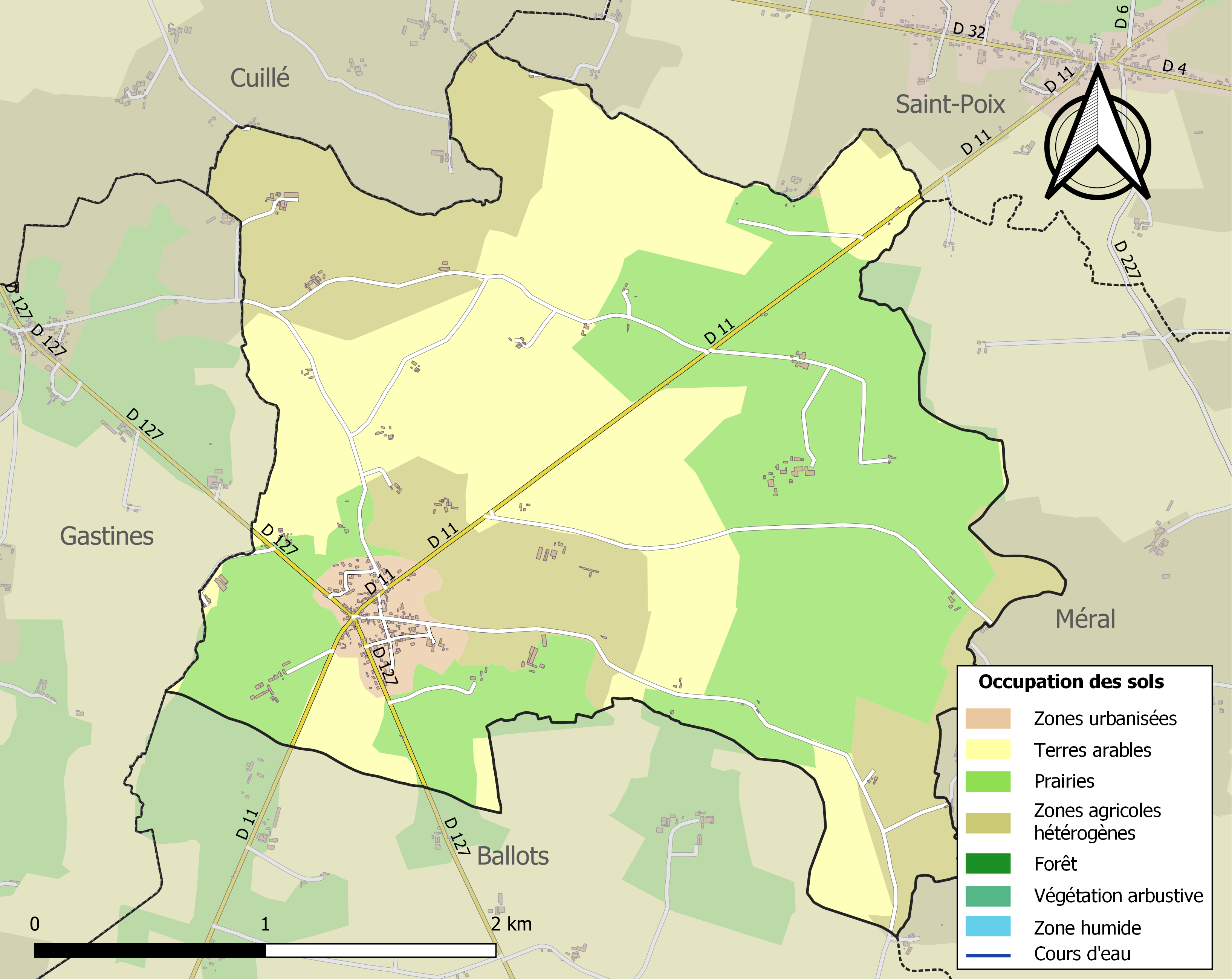
Carte des infrastructures et de l'occupation des sols de la commune en 2018 (CLC).

## Toponymie
Le toponyme semble issu de l'ancien français *aubrière, « endroit planté d'arbres, d'arbrisseaux ».
François Lefèvre de l'Aubrières fit don de la chapelle de son domaine de la Cour pour servir d'église à la nouvelle paroisse au début du XVIIIe siècle[réf. à confirmer].

## Histoire
Au Moyen Âge et sous l'Ancien Régime, Laubrières dépendait de la sénéchaussée d'Angers.
Créée à partir de celle de Méral[réf. à confirmer], la paroisse de Laubrières relevait du diocèse d'Angers.
Depuis la création du département de la Mayenne, Laubrières qui est dans le Haut-Anjou, fait partie de la Mayenne angevine.

## Politique et administration
| Période   | Période  | Identité       | Étiquette | Qualité              |
| --------- | -------- | -------------- | --------- | -------------------- |
| 1995      | 2008     | Fernand Soutif |           | Retraité agricole    |
| mars 2008 | En cours | Colette Bréhin |           | Secrétaire comptable |

Le conseil municipal est composé de onze membres dont le maire et trois adjoints.

## Population et société

### Démographie
L'évolution du nombre d'habitants est connue à travers les recensements de la population effectués dans la commune depuis 1793. Pour les communes de moins de 10 000 habitants, une enquête de recensement portant sur toute la population est réalisée tous les cinq ans, les populations de référence des années intermédiaires étant quant à elles estimées par interpolation ou extrapolation. Pour la commune, le premier recensement exhaustif entrant dans le cadre du nouveau dispositif a été réalisé en 2006.
En 2022, la commune comptait 322 habitants, en évolution de −8 % par rapport à 2016 (Mayenne : −0,73 %, France hors Mayotte : +2,11 %).
Laubrières a compté jusqu'à 536 habitants en 1851.
| 1793 | 1800 | 1806 | 1821 | 1831 | 1836 | 1841 | 1846 | 1851 |
| ---- | ---- | ---- | ---- | ---- | ---- | ---- | ---- | ---- |
| 427  | 375  | 404  | 442  | 434  | 436  | 470  | 511  | 536  |

| 1856 | 1861 | 1866 | 1872 | 1876 | 1881 | 1886 | 1891 | 1896 |
| ---- | ---- | ---- | ---- | ---- | ---- | ---- | ---- | ---- |
| 503  | 488  | 490  | 492  | 512  | 491  | 491  | 503  | 521  |

| 1901 | 1906 | 1911 | 1921 | 1926 | 1931 | 1936 | 1946 | 1954 |
| ---- | ---- | ---- | ---- | ---- | ---- | ---- | ---- | ---- |
| 486  | 473  | 459  | 419  | 401  | 409  | 409  | 414  | 404  |

| 1962 | 1968 | 1975 | 1982 | 1990 | 1999 | 2006 | 2011 | 2016 |
| ---- | ---- | ---- | ---- | ---- | ---- | ---- | ---- | ---- |
| 426  | 400  | 365  | 317  | 292  | 248  | 290  | 319  | 350  |

| 2021 | 2022 | - | - | - | - | - | - | - |
| ---- | ---- | - | - | - | - | - | - | - |
| 335  | 322  | - | - | - | - | - | - | - |

## Culture locale et patrimoine

### Lieux et monuments

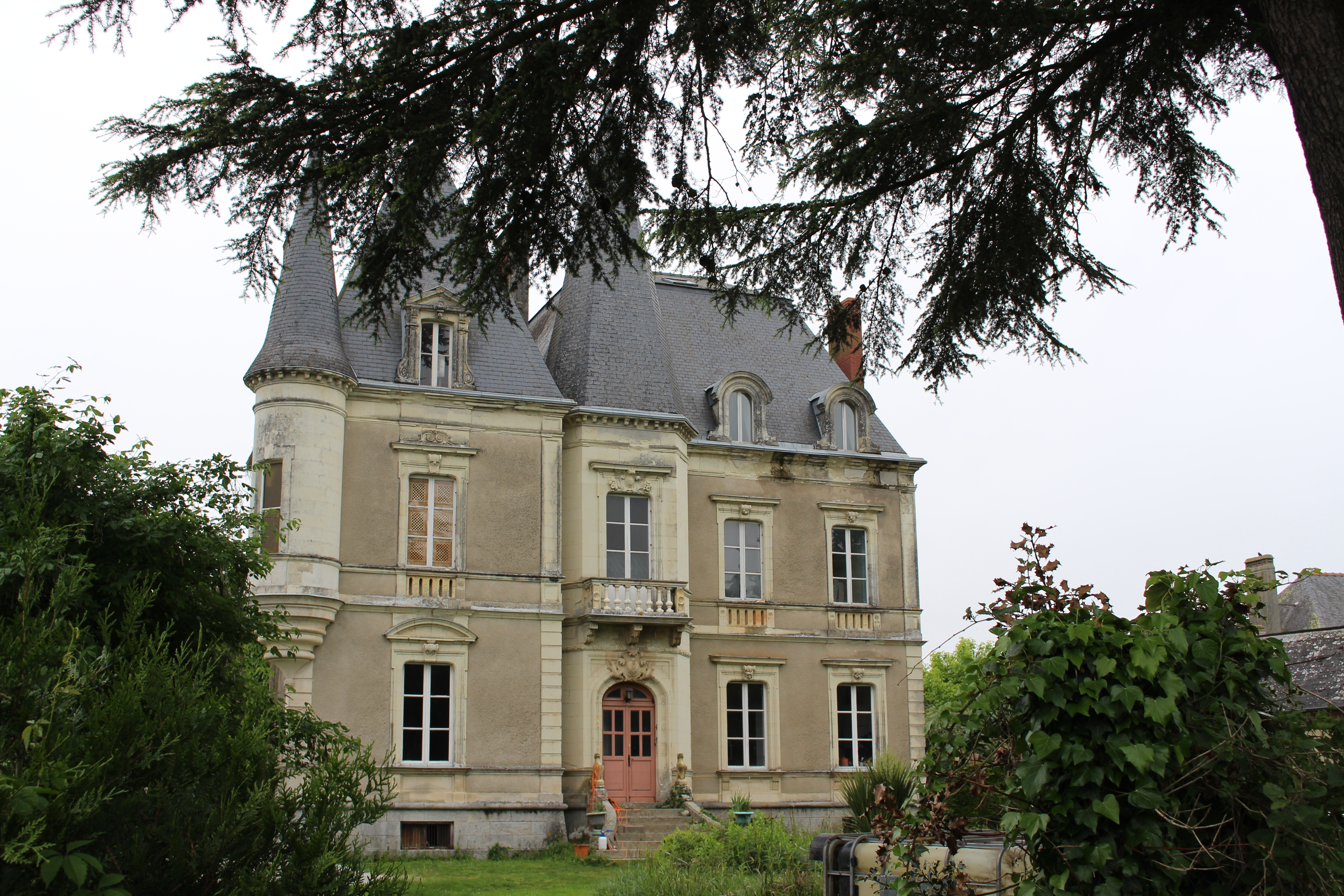
Château de la Cour.

- Église Saint-François-et-Saint-Pierre du XVIIIe siècle.
- Château de la Cour du XVIIIe siècle.

### Activité, label et manifestations

#### Label
La commune est une ville fleurie (deux fleurs) au concours des villes et villages fleuris.

### Personnalités liées à la commune
- Joseph Maillard (1822-1897), prêtre historien, curé de la paroisse en 1865.

### Héraldique
| Blason de Laubrières | Blason  | D'azur à une levrette d'argent, colletée de gueules et accompagnée de trois fleurs de lys d'or ; à la bordure réduite partie d'hermine et de gueules.                                                                                           |
| Blason de Laubrières | Détails | La levrette est prise aux armes des Lefebvre de Laubrière. Les fleurs de lys et le gueules de la bordure rappellent que la commune se situe en Anjou et l'hermine figure dans le blason du département de la Mayenne. Adopté le 4 juillet 2023. |